# Noble County (Ohio)
 For alternative betydninger, se Noble County. (Se også artikler, som begynder med Noble County)
Noble County er et county i den amerikanske delstat Ohio.

## Demografi
Ifølge folketællingen fra 2000 boede der 14,058 personer i amtet. Der var 4,546 husstande med ,318 familier. Befolkningstætheden var 14 personer pr. km². Befolkningens etniske sammensætning var som følger: 92.55 % hvide, 6.69 % afroamerikanere, 0.26 % indianere, 0.09 % asiater, 0.03 % fra Stillehavsøerne, 0.38 % af anden oprindelse og 0.43 % fra to eller flere grupper.
Der var 56,648 husstande, hvoraf 33.50% havde børn under 18 år boende. 61.50 % var ægtepar, som boede sammen, 7.70% havde en enlig kvindelig forsøger som beboer, og 27.00% var ikke-familier. 24.30% af alle husstande bestod af enlige, og i 12.60 % af tilfældene boede der en person som var 65 år eller ældre.
Gennemsnitsindkomsten for en husstand var $32,940 årligt, mens gennemsnitsindkomsten for en familie var på $38,939 årligt.